# Liste der Naturdenkmale in Dischingen
| Naturdenkmale | Anzahl |
| ------------- | ------ |
| FND           | 22     |
| END           | 9      |
| Gesamt        | 31     |

Die Liste der Naturdenkmale in Dischingen nennt die verordneten Naturdenkmale (ND) der im baden-württembergischen Landkreis Heidenheim liegenden Gemeinde Dischingen. In Dischingen gibt es insgesamt 31 als Naturdenkmal geschützte Objekte, davon 22 flächenhafte Naturdenkmale (FND) und 9 Einzelgebilde-Naturdenkmale (END).
Stand: 31. Oktober 2016.

## Flächenhafte Naturdenkmale (FND)
| Name                                               | Bild | Kennung     | Einzelheiten | Position | Fläche Hektar | Datum         |
| -------------------------------------------------- | ---- | ----------- | ------------ | -------- | ------------- | ------------- |
| Alter Steinbruch mit Waldweiher südlich Dischingen | BW   | 81350100005 | Dischingen   | ⊙        | 0,7           | 20. Feb. 2002 |
| Baumgruppe beim alten Bierkeller                   | BW   | 81350100010 | Dischingen   | ⊙        | 0,6           | 10. Nov. 2005 |
| Betzenberg                                         | BW   | 81350100018 | Dischingen   | ⊙        | 0,3           | 10. Nov. 2005 |
| Frauenschuhstandort im Auertal                     | BW   | 81350100032 | Dischingen   | ⊙        | 0,1           | 20. Feb. 2002 |
| Gallengehrenquelle                                 |      | 81350100002 | Dischingen   | ⊙        | 0,4           | 10. Nov. 2005 |
| Griesbuckel im Mühlfeld                            | BW   | 81350100011 | Dischingen   | ⊙        | 5,3           | 10. Nov. 2005 |
| Griesbuckel Mühlberg                               | BW   | 81350100012 | Dischingen   | ⊙        | 4,4           | 10. Nov. 2005 |
| Griesbuckel Steinbuck                              | BW   | 81350100020 | Dischingen   | ⊙        | 0,1           | 10. Nov. 2005 |
| Heide am Buchberg                                  | BW   | 81350100025 | Dischingen   | ⊙        | 0,0           | 10. Nov. 2005 |
| Heide am Erzberg                                   | BW   | 81350100028 | Dischingen   | ⊙        | 2,5           | 20. Feb. 2002 |
| Kiesgrube bei Duttenstein                          | BW   | 81350100013 | Dischingen   | ⊙        | 0,1           | 10. Nov. 2005 |
| Kiesgruben im Englischen Wald bei Schloß Taxis     |      | 81350100003 | Dischingen   | ⊙        | 4,6           | 10. Nov. 2005 |
| Klifflinie bei Dischingen                          | BW   | 81350100023 | Dischingen   | ⊙        | 0,0           | 10. Nov. 2005 |
| Lindenallee bei Trugenhofen                        |      | 81350100031 | Dischingen   | ⊙        | 0,3           | 20. Feb. 2002 |
| Pflanzenstandort bei Iggenhausen                   | BW   | 81350100021 | Dischingen   | ⊙        | 4,4           | 10. Nov. 2005 |
| Sandgrube bei Ballmertshofen                       | BW   | 81350100006 | Dischingen   | ⊙        | 0,3           | 10. Nov. 2005 |
| Sandgrube westlich der Guldesmühle                 | BW   | 81350100004 | Dischingen   | ⊙        | 1,9           | 10. Nov. 2005 |
| Steinbruch Dörrbergle                              | BW   | 81350100026 | Dischingen   | ⊙        | 0,0           | 10. Nov. 2005 |
| Steinbruch mit Grundwassersee                      |      | 81350100030 | Dischingen   | ⊙        | 0,8           | 20. Feb. 2002 |
| Steinbruchtümpel Hexenberg                         | BW   | 81350100022 | Dischingen   | ⊙        | 0,4           | 10. Nov. 2005 |
| Sumpfige Streuwiese nördlich Hofen                 | BW   | 81350100019 | Dischingen   | ⊙        | 0,9           | 10. Nov. 2005 |
| 2 Weiher am Hochstatter Hof                        | BW   | 81350100027 | Dischingen   | ⊙        | 0,0           | 10. Nov. 2005 |
| Legende für Naturdenkmal                           |      |             |              |          |               |               |

## Einzelgebilde (END)
| Name                                        | Bild | Kennung     | Einzelheiten | Position | Fläche Hektar | Datum         |
| ------------------------------------------- | ---- | ----------- | ------------ | -------- | ------------- | ------------- |
| 1 Linde bei der Eglinder Kapelle            | BW   | 81350100014 | Dischingen   | ⊙        | 0,0           | 10. Nov. 2005 |
| 1 Sommerlinde bei der Frickinger Kapelle    | BW   | 81350100017 | Dischingen   | ⊙        | 0,0           | 10. Nov. 2005 |
| 2 Holzbirnbäume im Spatzental               | BW   | 81350100029 | Dischingen   | ⊙        | 0,0           | 20. Feb. 2002 |
| 2 Linden im Kapellenfeld                    | BW   | 81350100009 | Dischingen   | ⊙        | 0,0           | 10. Nov. 2005 |
| 2 Linden nördl.Demmingen                    | BW   | 81350100007 | Dischingen   | ⊙        | 0,0           | 10. Nov. 2005 |
| 2 Linden südl. Demmingen                    | BW   | 81350100008 | Dischingen   | ⊙        | 0,0           | 10. Nov. 2005 |
| 2 Linden südwest. Dischingen                | BW   | 81350100001 | Dischingen   | ⊙        | 0,0           | 10. Nov. 2005 |
| 3 Linden mit Feldkreuz nordöstlich Eglingen | BW   | 81350100016 | Dischingen   | ⊙        | 0,0           | 10. Nov. 2005 |
| 4 Linden mit Feldkreuz südl. Eglingen       | BW   | 81350100015 | Dischingen   | ⊙        | 0,0           | 10. Nov. 2005 |
| Legende für Naturdenkmal                    |      |             |              |          |               |               |